# Gymnelus diporus
Gymnelus diporus és una espècie de peix de la família dels zoàrcids i de l'ordre dels perciformes.

## Morfologia
- Les femelles poden assolir 10,7 cm de longitud total.
- Nombre de vèrtebres: 88-94.[4]

## Hàbitat
És un peix marí i demersal que viu entre 123-200 m de fondària.

## Distribució geogràfica
Es troba a les Illes Komandorskii i el sud-est de Kamtxatka.

## Observacions
És inofensiu per als humans.